# بخش مرکزی شهرستان دالاهو
بخش مرکزی شهرستان دالاهو یکی از بخش‌های تابعه شهرستان دالاهو در استان کرمانشاه در غرب ایران است.

## تقسیمات کشوری
- بخش مرکزی
  - دهستان بان‌زرده
  - دهستان بیونیج
  - دهستان حومه کرند

شهرها: کرند غرب

## جمعیت
بنابر سرشماری مرکز آمار ایران، جمعیت بخش مرکزی شهرستان دالاهو در سال ۱۳۹۰ برابر با ۲۱٬۷۴۱ نفر بوده‌است.

## روستاها
روستاهای بخش مرکزی شهرستان دالاهو:
- - دهستان ریجاب

باباجانی شاهمراد
بان مزاران
دارابی
شالان
ژالکه حسین
باباجانی عبدالمحمد
شهرک ریجاب
کوشکری
امامزاده داود
امامزاده بابایادگار
داراب
زرده
سیدمحمد
قلقله
یاران
- - دهستان بیونیج

آسیاب تنوره
بیامه
ده جامی
ده کهنه
ریسانی
سرتنگ
سیدباقر
شیخ حسن
کنه هر
ویله
- - دهستان حومه کرند

سرچقا
طلسم
گاودانه خور
گاوسور
هوکانی سفلی
هوکانی علیا
چشمه سفید
حریر
حصیل قنبره
خسرواباد
سلیمان آباد
علی ابادکرند
سرخه دیزه
سرمیل
شیره چقا
میان تنگ
ورگنبد
هلته
شهرک هلته